# Штрипка

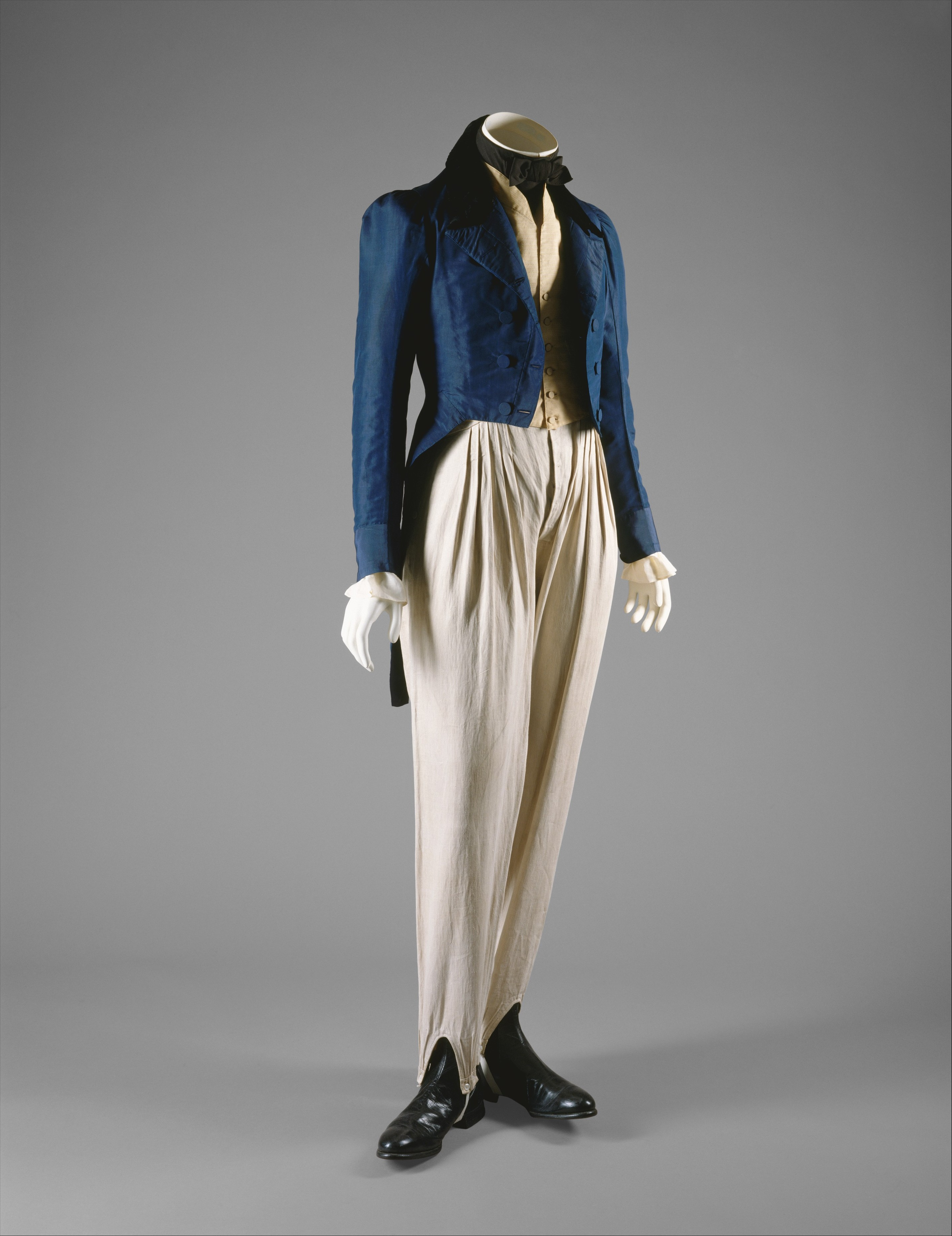
Экспонат Метрополитен-музея. 1833

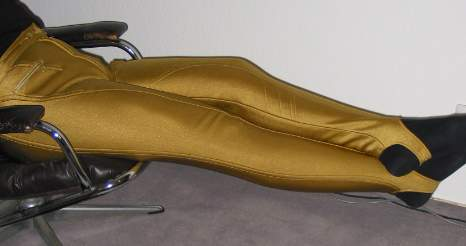
Женские брюки на штрипках

Штри́пка (от нем. Strippe — «петля») — узкая полоска ткани или тесьмы для сохранения брюк или панталон в натянутой форме. Штрипку, прикреплённую к нижнему краю брюк с двух сторон, продевают под каблук обуви или внутрь неё под пятку. Устаревшее название этой детали одежды — стремёшка (тугая, как стремя). Стремёшки или штрипки появились в России в 1820-е годы с распространением моды на длинные панталоны или брюки. В первой половине XIX века оба слова бытовали в речи одновременно, но во второй половине «штрипки» вытеснили «стремёшки».
В XIX веке штрипки обычно выполняли из той же ткани, что и брюки, и пришивали к краю с одной стороны, чтобы, протянув под стопой, прикреплять затем с другой стороны крючками или пуговицами. Возможно, что тогда их уже могли делать и из появившихся новых эластичных тканей. Штрипки в XIX веке часто расстёгивались и, по воспоминаниям Я. К. Грота, датированным 1828 годом, заставляли досадовать даже А. С. Пушкина: «Пушкин был в чёрном сюртуке и белых летних панталонах. На лестнице оборвалась у него штрипка; он остановился, отстегнул её и бросил на пол». Скрыть штрипки на брюках покроя того времени было невозможно, но эти детали одежды одновременно свидетельствовали о социальном статусе: отсутствие стремёшек на брюках мужчины говорило о его бедности или небрежности. Штрипки оставались необходимой деталью мужского туалета в России до середины 1890-х годов, когда на мужских брюках появились манжеты и заглаженные складки. Брюки со штрипками были элементом военной формы.
В 1930-е годы с появлением новых высокоэластичных тканей одежда со штрипками пережила новый виток популярности. Их открыли для себя спортсмены, в частности, лыжники и фигуристы. Штрипки также применяются для крепления разного рода накладных голенищ типа гетр или рукавов, чтобы они не задирались при движении. Современные брюки со штрипками носят преимущественно женщины, последний пик моды на них пришёлся на 1980-е годы.